# وارن تردگولد
وارن تردگولد (انگلیسی: Warren Treadgold؛ زادهٔ ۳۰ آوریل ۱۹۴۹) مورخ، نویسنده، پژوهشگر مطالعات قرون وسطا، و استاد دانشگاه اهل ایالات متحده آمریکا است.